# Manuel Aller
Manuel Ángel Aller Carballo (Ponferrada, León, 17 de abril de 1963), más conocido como Manuel Aller, es un exjugador de baloncesto español. Con 1.92 metros de estatura, ocupaba la posición de escolta. Excepto una temporada en el Club Baloncesto Salamanca, toda su carrera trascurrió en el Club Baloncesto OAR Ferrol, incluso después de la desaparición de este club gallego.

## Clubes
- 1980-1982 Club Baloncesto OAR Ferrol
- 1982-1983   No juega por estar realizando el servicio militar.
- 1983-1994 Club Baloncesto OAR Ferrol
- 1994-1995 Club Baloncesto Salamanca
- 1995-1996   Clesa Ferrol.
- 1996-1997   Galicia Ferrol.
- 1997-2000   Abeconsa Ferrol
- 2000-2001   Abeconsa Ferrol. Entra en diciembre tras ejercer de entrenador.

## Selección española
- Selección de España. 19 partidos.

## Nominaciones
- 1988-89 ACB. Clesa Ferrol. Gigante Nacional. Revista Gigantes del Basket.

## Actividad como entrenador
- 2000-01 LEB. Abeconsa Ferrol. Ayudante de Javier Lorenzo.
- 2000-01 LEB. Abeconsa Ferrol. Se hace cargo del equipo con Félix Bañobre. Dirige dos partidos.
- 2000-01 LEB. Abeconsa Ferrol. Sustituido por Ángel Navarro. Entra como jugador.